# Parandra punctata
Parandra punctata là một loài bọ cánh cứng trong họ Cerambycidae.